# Alfred Agache (Maler)

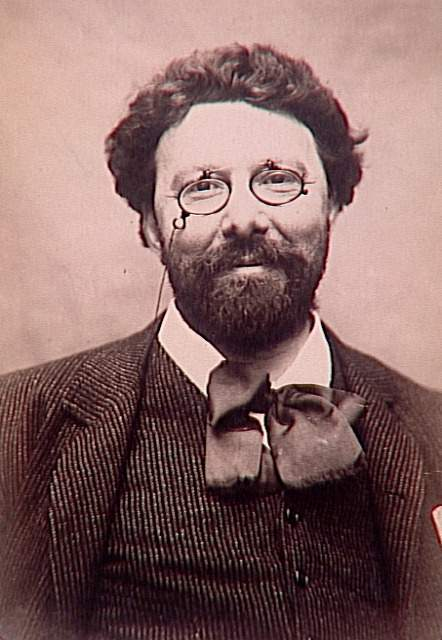
Alfred Agache, um 1890–1900

Alfred-Pierre Joseph Agache (* 29. August 1843 in Lille; † 15. September 1915 ebenda) war ein französischer akademischer Maler der Belle Époque.

## Leben
Alfred Agaches Familie war wohlhabend. Sein Vater war malerisch und musisch begabt. Seine Familie lehnte jedoch eine musische Ausbildung für Alfred Agache ab, förderte aber seine künstlerische Neigung als Maler.
Über das Leben von Alfred Agache, der seine Werke bis zu seinem Tod regelmäßig in Paris ausstellte, ist nur wenig bekannt. Agache hatte sich auf Porträts und groß angelegte allegorische Gemälde spezialisiert. Mit dem amerikanischen Maler James McNeill Whistler (1834–1903) und dem Schriftsteller Auguste Angellier (1848–1911), der ihm ein Buch widmete, verband ihn eine enge Freundschaft. Bis zu seinem Tod im Jahr 1915 hatte er das Amt eines Conservateur général des Musées de Lille inne.

## Ehrungen
- 1885 Mitglied der Société des Artistes Français
- 1893 Goldmedaille auf der World Columbian Exposition in Chicago
- 1895 Officier de la Légion d’Honneur

## Werke
- 1880 Portrait de femme agée
- 1883 Portrait de jeune femme
- 1885 L'Annonciation
- 1885 Vanité
- 1885 La roue de la Fortune
- 1888 Enigme (Musée des beaux-arts de Rouen)
- 1889 Jeune fille assise tenant des fleurs dans les bras
- 1895 La Diseuse de bonne aventure
- 1895 La Fortune Teller
- 1902 Obedience
- 1909 Les Couronnes
- 1910 Étude
- 1911 Les Masques
- Les parques; undatiert
- Femme nue étendue, tête de femme; undatiert